# Exocentrus rufobasicornis
Exocentrus rufobasicornis är en skalbaggsart. Exocentrus rufobasicornis ingår i släktet Exocentrus och familjen långhorningar.

## Underarter
Arten delas in i följande underarter:
- E. r. quentini
- E. r. rufobasicornis
- E. r. fuscoplurisignatus
- E. r. ashanticus